# Humphrey (chat)
Pour les articles homonymes, voir Humphrey.
Humphrey (1988 – mars 2006) est un chat employé comme Chief Mouser to the Cabinet Office au 10 Downing Street d'octobre 1989 au 13 novembre 1997. Arrivé dans les lieux à l'âge d'un an, il a servi sous les mandats de Margaret Thatcher, John Major et Tony Blair, mais fut rapidement mis à la retraite après l'arrivée de Tony Blair.

## Début des activités
Humphrey, chat errant, fut découvert par un des employés du Cabinet Office. Il fut nommé « Humphrey » en hommage à Sir Humphrey Appleby, le haut fonctionnaire machiavélique de la série britannique Yes Minister. Après la mort du précédent chasseur de souris, Wilberforce, en 1988, le Cabinet du Premier ministre au numéro 10 avait besoin d'un remplaçant et Humphrey entra en fonction.
Avec des frais annuellement alloués de 100 £ (payés par le budget du Cabinet), dont essentiellement la nourriture, Humphrey fut considéré comme plus compétent que le dératiseur professionnel du Cabinet, payé 4 000 £ par an et qui n'aurait jamais attrapé de souris.
Fréquemment photographié posant devant le 10 Downing Street, les principales tâches d'Humphrey consistaient à chasser les souris et les rats dans les environs de la maison. En effet, la qualité médiocre des maisons des environs et leur vétusté (certaines datent du XVIIIe siècle) ainsi que la proximité du St James' Park entraînaient des problèmes d'animaux indésirables. 
Pendant son séjour au 10 Downing Street, un dossier de près de 120 pages a été constitué par le Cabinet Office où il fut mentionné qu'Humphrey était un véritable bourreau de travail, ne possédant pas de casier judiciaire, n'aimant pas beaucoup aller vers les autres ou sortir et qui semble n'avoir jamais été impliqué dans un quelconque scandale lié au sexe ou à la drogue. À la date de sa retraite, Humphrey fut consacré Dératiseur en chef du Cabinet.

## Problèmes de santé d'Humphrey
En novembre 1993, un mémo interne circula dans le Cabinet à propos de problèmes de reins d'Humphrey, et il fut soumis à un régime spécial. Il fut interdit de lui donner à manger.
Humphrey fut accusé le 7 juin 1994 du meurtre de quatre rouges-gorges, qui se trouvaient dans un nid situé à proximité d'une des fenêtres du bureau de John Major, alors Premier ministre du Royaume-Uni. Major le déchargea cependant des accusations dès le lendemain, déclarant « Je pense qu'Humphrey a été accusé à tort. » Les documents que s'était procurés le Daily Telegraph parlaient d'allégations « calomnieuses » et « complètement infondées ».
En juin 1995, Humphrey disparut. Le 25 septembre 1995, le service de presse du Premier ministre annonça qu'il était présumé mort. La publicité faite autour de l'affaire permit cependant de le retrouver au proche Royal Army Medical College, où il avait été recueilli, présumé errant, et renommé PC. À son retour, un des employés du Cabinet remit un communiqué à la presse, présumé rédigé par Humphrey, déclarant : « J'ai passé de merveilleuses vacances au Royal Army Medical College, mais c'est bien d'être de retour à la maison, prêt à attaquer la prochaine session parlementaire. »

## Humphrey et les Blair
Environ une semaine après l'installation de Tony Blair au 10 Downing Street, suivant les élections générales britanniques de 1997, la presse rapporta une altercation entre Humphrey et Cherie Blair, la femme du nouveau Premier ministre. Celle-ci aurait en effet été allergique aux chats ou considérait leur présence comme peu hygiénique. 
C'est ainsi que, de l'aveu de Tony Blair lui-même, Humphrey fut à l'origine de la plus grosse crise politique qu'il eut à gérer lors de sa première année au pouvoir. Un porte-parole affirma donc qu'Humphrey ne quitterait pas les lieux, arguant que le Numéro 10 « est la maison d'Humphrey, et qu'en toute hypothèse, elle le resterait ». Une photo d'Humphrey et de Cherie Blair fut communiquée à la presse, mais ne permit pas de dissiper craintes et rumeurs de départ d'Humphrey de sa maison.
En novembre 1997, l'employé dévolu aux soins d'Humphrey, Jonathan Rees, qui avait travaillé pour l'unité de police attachée au Cabinet du Premier ministre, écrivit un mémo pour demander que le chat puisse jouir d'une retraite « dans un environnement domestique stable où l'on prendrait soin de lui ». Bien que les problèmes rénaux du chat aient été invoqués pour cette décision, nombreux sont ceux qui pensèrent que Chérie Blair était derrière cette décision.

## Rumeurs de meurtre
Humphrey fut emmené, avec un couple d'autres retraités, dans une nouvelle maison en banlieue de Londres le 13 novembre 1997, mais le déménagement ne fut pas annoncé avant le lendemain pour éviter des enlèvements ou d'autres actions spectaculaires. Les conservateurs firent immédiatement remarquer qu'Humphrey avait vécu heureux au Number 10 pendant huit années sous les gouvernements conservateurs, mais évincé après six mois de présence du Labour (parti travailliste).  
Le parlementaire conservateur Alan Clark s'inquiéta de la santé d'Humphrey et émit des doutes quant à sa mise à la retraite. Il voulut s'assurer qu'il était toujours vivant : « Humphrey est maintenant une personne disparue. Sauf s'il se manifeste ou apparaît en public, je crains qu'il ait été assassiné. », ce qui entretint la rumeur qu'Humphrey avait été effacé sur ordre de Cherie Blair. 
Le Cabinet du Premier ministre réaffirma que cette mise à la retraite avait été faite sur conseil d'un vétérinaire et, le 24 novembre 1997, un groupe de journalistes fut emmené en un lieu tenu secret au sud de Londres, où ils purent se rendre compte qu'Humphrey était vivant et se portait bien. Des images du chat furent prises, posant devant un journal du jour,.

## À la retraite
On entendit peu parler d'Humphrey dans les années qui suivirent, ce qui a alimenté des rumeurs de décès. The Daily Telegraph fit, début 2005, une demande de Freedom of Information Act pour des documents éclairant d'un jour nouveau sa présence au 10 Downing Street. En mars 2005, dans un article consacré à Humphrey, le Telegraph se lamentait : « Où Humphrey se trouve maintenant - ou même s'il est toujours parmi nous - demeure un mystère.  Son confident officiel n'a pas eu de nouvelles de lui en sept ans ». Cependant, le 22 juillet 2005, The Independent rapporta que « le chasseur de souris de 17 ans est vivant et en bonne santé, habitant dans le sud de Londres. ». Il ne figurait pas davantage de détails dans cet article, consacré aux différents animaux de compagnie célèbres.
Un porte-parole de Tony Blair a annoncé la mort d'Humphrey en mars 2006. Humphrey a été remplacé par Sybil en septembre 2007.